# Lijst van afleveringen van Moordvrouw
Dit is een lijst van afleveringen van de Nederlandse televisieserie Moordvrouw. De serie telt aan het eind van het 7e seizoen 68 afleveringen.

## Overzicht
| Seizoen | Aantal afleveringen | Uitgezonden                     | Verschijningsdatum dvd/blu-ray |  |
| ------- | ------------------- | ------------------------------- | ------------------------------ |  |
| 1       | 10                  | 20 januari 2012 – 23 maart 2012 | 27 maart 2012                  |  |
| 2       | 10                  | 4 januari 2013 – 8 maart 2013   | 4 juni 2013                    |  |
| 3       | 10                  | 9 februari 2014 – 13 april 2014 | 25 april 2014                  |  |
| 4       | 10                  | 4 januari 2015 – 8 maart 2015   | 24 april 2015                  |  |
| 5       | 10                  | 3 januari 2016 – 6 maart 2016   | 25 maart 2016                  |  |
| 6       | 10                  | 8 januari 2017 – 12 maart 2017  | 4 april 2017                   |  |
| 7       | 8                   | 21 januari 2018 – 11 maart 2018 | 6 april 2018                   |  |

## Afleveringen

### Seizoen 1 (2012)
| Nr. | Afl. | Titel              | Regisseur      | Schrijver(s)                         | Datum            | Kijkcijfers |
| --- | ---- | ------------------ | -------------- | ------------------------------------ | ---------------- | ----------- |
| 1 | 1    | Valse start        | Joram Lürsen   | Maarten van der Duin & Lex Passchier | 20 januari 2012  | 3.202.000   |
| Op de eerste werkdag van rechercheur Fenna Kremer in Leeuwarden ontsnapt er een tbs'er. Het lijkt erop dat de man uit is op wraak ook wordt er gedreigd dat er slachtoffers vallen. Fenna´s eigenzinnige manier van aanpak valt niet bij iedereen in de smaak. |      |                    |                |                                      |                  |             |
| 2 | 2    | Rebecca            | Marcel Visbeen | Maarten van der Duin & Lex Passchier | 27 januari 2012  | 1.717.000   |
| Tijdens de jaarlijkse Sneekweek komt er op het bureau een dreigbrief binnen. Als er niet wordt gereageerd, zal dat voor de duizenden bezoekers dodelijke gevolgen hebben. Het team zet alles op alles om de dader te vinden.                                   |      |                    |                |                                      |                  |             |
| 3 | 3    | Vuurduin           | Tim Oliehoek   | Maarten van der Duin & Lex Passchier | 3 februari 2012  | 1.990.000   |
| Als op Vlieland het lichaam van een jongeman aanspoelt, reizen Bram en Fenna af naar het eiland. De eerste indruk is dat de knul op zee overboord is geslagen. Maar dan ontdekken ze dat er meer aan de hand is.                                               |      |                    |                |                                      |                  |             |
| 4 | 4    | Testfase           | Joram Lürsen   | Maarten van der Duin & Lex Passchier | 10 februari 2012 | 1.734.000   |
| Tijdens een inbraak op een middelbare school wordt een kluis gestolen, met daarin de centrale examens. Als de recherche de kluis niet snel terugvindt, heeft dat gevolgen voor alle scholieren.                                                                |      |                    |                |                                      |                  |             |
| 5 | 5    | Eén voor allen     | Tim Oliehoek   | Steven R. Thé                        | 17 februari 2012 | 1.623.000   |
| De broers Carlo en Olivier werden verantwoordelijk gehouden voor talloze delicten in Friesland. Tot ze op een dag met de noorderzon vertrokken. |      |                    |                |                                      |                  |             |
| 6 | 6    | Teruggefloten      | Marcel Visbeen | Lex Passchier                        | 24 februari 2012 | 1.602.000   |
| In Leeuwarden wordt een houten kistje gevonden met daarin een geamputeerde hand. Het team onderzoekt de zaak; maar dan wordt er weer een kistje aangetroffen met daarin opnieuw een lichaamsdeel.                                                              |      |                    |                |                                      |                  |             |
| 7 | 7    | Hartpijn           | Tim Oliehoek   | Steven R. Thé                        | 2 maart 2012     | 1.646.000   |
| Een jongen en een meisje van zeventien zijn niet teruggekeerd van een zeiltocht op het IJsselmeer. De volgende dag wordt het meisje levend en wel wordt opgevist; houdt zij soms een geheim achter?                                                            |      |                    |                |                                      |                  |             |
| 8 | 8    | Vermoorde onschuld | Tim Oliehoek   | Steven R. Thé & Lex Passchier        | 9 maart 2012     | 1.554.000   |
| In het Thialf Stadion wordt een benefietwedstrijd tussen twee ijshockeyteams overschaduwd door de moord op twee jongens uit de jeugdselectie. De dader wordt opgepakt maar is het wel de dader?                                                                |      |                    |                |                                      |                  |             |
| 9 | 9    | Een oude bekende   | Marcel Visbeen | Pasja van Dam                        | 16 maart 2012    | 1.564.000   |
| Tijdens een overplaatsing naar Leeuwarden weet een gevaarlijke crimineel te ontsnappen. Dan blijkt de crimineel iemand uit het team goed te kennen. Aan Carla de taak om uit te zoeken op wie de man het heeft voorzien?                                       |      |                    |                |                                      |                  |             |
| 10 | 10   | Alles op zijn tijd | Marcel Visbeen | Lex Passchier                        | 23 maart 2012    | 1.531.000   |
| Fenna zit thuis; Simone Blok wil overplaatsing naar Rijswijk en vertrekt zo snel mogelijk. Carla ziet haar team langzaam uit elkaar vallen. Plots wordt Leeuwarden opgeschrikt door een liquidatie met verstrekkende gevolgen                                  |      |                    |                |                                      |                  |             |

### Seizoen 2 (2013)
| Nr. | Afl. | Titel                         | Regisseur       | Schrijver(s)                     | Datum            | Kijkcijfers |
| --- | ---- | ----------------------------- | --------------- | -------------------------------- | ---------------- | ----------- |
| 11 | 1    | Koud kunstje                  | Marcel Visbeen  | Lex Passchier                    | 4 januari 2013   | 1.541.000   |
| Bij een hotel in het centrum is voor de ingang een verdacht koffertje gevonden. Het team vermoedt dat er in het koffertje explosieven zitten en laten de buurt evacueren. Ondertussen heeft Evert een nieuwe vriendin, maar zij houdt zich niet alleen beperkt tot Evert. |      |                               |                 |                                  |                  |             |
| 12 | 2    | Een uniek exemplaar           | Marcel Visbeen  | Lex Passchier                    | 4 januari 2013   | 1.541.000   |
| Wanneer de eigenaar van een veilinghuis wordt vermoord blijken alle sporen dood te lopen. Alleen Evert heeft nog een aanknopingspunt, maar kiest hij voor de liefde of voor zijn werk? Carla blijkt in de race te zijn voor een topfunctie, maar maakt haar wel scherper dan ooit. |      |                               |                 |                                  |                  |             |
| 13 | 3    | Bittere pil                   | André van Duren | Reint Schölvinck & Lex Passchier | 11 januari 2013  | 1.430.000   |
| Tijdens het uitgaan worden steeds meer jongeren het slachtoffer van foute xtc-pillen die blijken te circuleren. Het team zet alles op alles om er achter te komen waar deze pillen vandaan komen. Ondertussen neemt Menno een belangrijk beslissing in zijn leven die hem lang zal blijven achtervolgen. |      |                               |                 |                                  |                  |             |
| 14 | 4    | Stille wateren, diepe gronden | André van Duren | Pasja van Dam                    | 18 januari 2013  | 1.553.000   |
| Op een bouwplaats wordt tijdens graafwerkzaamheden een kist gevonden met daarin het lichaam van een vrouw die al jaren vermist is. Alle sporen wijzen uit dat ze levend begraven is. Vervolgens worden er op hetzelfde terrein meerdere kisten opgegraven. Fenna en haar team komen erachter dat een seriemoordenaar zijn slachtoffers levend begraaft, en die al jaren daar dumpt. Dan verdwijnt commissaris Vreeswijk opeens. Is zij het slachtoffer geworden van deze meedogenloze moordenaar? En kan ze nog gered worden? |      |                               |                 |                                  |                  |             |
| 15 | 5    | Moment van de waarheid        | Marcel Visbeen  | Lex Passchier                    | 25 januari 2013  | 1.600.000   |
| De auto van een jonge vrouw is langs de kant van de weg tegen een boom gereden, maar van de bestuurster ontbreekt ieder spoor. Niemand weet of ze gewond is en waar ze zich nu bevindt. Dan verschijnt er op internet een heel vreemd filmpje. De jonge vrouw staat in beeld met een strop om haar nek. En naast haar staat een teller. Als de teller op 0 staat, dan wordt ze opgehangen |      |                               |                 |                                  |                  |             |
| 16 | 6    | Bloedband                     | Marcel Visbeen  | Simon de Waal                    | 1 februari 2013  | 1.460.000   |
| Een dronken man wordt achter zijn stuur vandaan gehaald vlak bij een benzinepomp. De man blijkt een vuurwapen op zijn schoot te hebben en alles lijkt erop dat hij van plan was om het pompstation te overvallen. De man wordt naar het politiebureau gebracht, waar blijkt dat Bram deze man erg goed kent. |      |                               |                 |                                  |                  |             |
| 17 | 7    | Over de doden niets dan goeds | André van Duren | Pasja van Dam                    | 8 februari 2013  | 1.464.000   |
| Een vrouw wordt in koelen bloede op een parkeerplaats van een kerkhof neergeschoten en overlijdt ter plekke. De vrouw blijkt het zwarte schaap te zijn van een rijke familie en de vrouw heeft ook nog eens een relatie met een uitbater van een illegale pokerclub. Is de vrouw slachtoffer geworden door de handeltjes van haar vriend of weet de familie meer? |      |                               |                 |                                  |                  |             |
| 18 | 8    | Trouw tot in de Eeuwigheid    | Tim Oliehoek    | Pasja van Dam                    | 15 februari 2013 | 1.378.000   |
| Vroeg in de ochtend wordt er een marinier vermoord in een park. Wanneer Fenna en Menno voor onderzoek langs diens huis gaan weten ze een inbreker op heterdaad te betrappen. De inbreker weet op het nippertje te ontsnappen, maar waar zocht de inbreker precies naar en zijn er verbanden met de moord en de inbraak? |      |                               |                 |                                  |                  |             |
| 19 | 9    | Kinderspel                    | Tim Oliehoek    | Reint Schölvinck                 | 22 februari 2013 | 1.116.000   |
| Nadat een tweeling vermist raakt, vermoedt het team dat een bende kinderhandelaren actief zijn. Evert en Fenna gaan undercover om de kinderhandelaren te arresteren. |      |                               |                 |                                  |                  |             |
| 20 | 10   | Het Beste van twee kwaden     | André van Duren | Lex Passchier                    | 1 maart 2013     | 1.149.000   |
| De politie wordt getipt dat er een beruchte huurmoordenaar is gevestigd in een hotel in de buurt. Het team houdt de huurmoordenaar vanaf dat moment scherp in de gaten. Wanneer deze man op pad gaat, lijkt het alsof hij een executie gaat uitvoeren. Maar dan zijn de rollen omgedraaid! |      |                               |                 |                                  |                  |             |

### Seizoen 3 (2014)
| Nr. | Afl. | Titel                | Regisseur      | Schrijver(s)                                     | Datum            | Kijkcijfers |
| --- | ---- | -------------------- | -------------- | ------------------------------------------------ | ---------------- | ----------- |
| 21 | 1    | Laatste vlucht       | Marcel Visbeen | Lex Passchier                                    | 9 februari 2014  | 1.885.000   |
| Een parachutist valt te pletter op een terras, wanneer zijn parachute niet is opengegaan. Carla en haar team moeten onderzoeken of het gaat om een ongeluk of dat het gaat om een sabotage aan de parachute. Ondertussen zit Fenna te veel met haar gedachten bij haar vader, waardoor er grote spanningen binnen het team ontstaan die voor grote gevolgen zorgen.                                              |      |                      |                |                                                  |                  |             |
| 22 | 2    | Recht in eigen hand  | Ben Sombogaart | Pasja van Dam                                    | 16 februari 2014 | 1.880.000   |
| Een jong meisje, dat door meerdere messteken om het leven is gebracht, wordt dood gevonden in het bos. Uit onderzoek blijkt dat ze GHB binnen heeft gekregen, maar dat ze niet is verkracht. Het team denkt dat de dader tijdens zijn of haar daad werd gestoord. Als het team de zaak onderzoekt, blijkt iedereen uit de gesloten dorpsgemeenschap iets te verbergen voor de politie.                           |      |                      |                |                                                  |                  |             |
| 23 | 3    | Donkere diepte       | Marcel Visbeen | Lex Passchier                                    | 23 februari 2014 | 1.659.000   |
| Op een recreatieplas wordt een tienermeisje onder water getrokken, maar komt uiteindelijk niet meer boven water. Haar vrienden schakelen direct de politie in, met een grote zoekactie tot gevolg. Wanneer er een melding komt dat er bij een bijgelegen sluis een lichaam is gevonden, gaan Fenna en Evert kijken. Dit blijkt echter niet het verdwenen meisje te zijn, maar een vrouw van middelbare leeftijd. |      |                      |                |                                                  |                  |             |
| 24 | 4    | De hond van de heide | Ben Sombogaart | Lex Passchier                                    | 2 maart 2014     | 1.503.000   |
| Op een heide wordt een lichaam van een man gevonden die aangevallen is door een hond. Het team moet achterhalen van wie de hond was en of het hier om een ongeluk gaat of een doelgerichte actie. Ondertussen heeft Fenna ook andere problemen, aangezien er een intern onderzoek is gestart naar haar functioneren. Dit zet de verhoudingen van het team weer op scherp.                                        |      |                      |                |                                                  |                  |             |
| 25 | 5    | Verloren jeugd       | Hanro Smitsman | Pasja van Dam & Lex Passchier                    | 9 maart 2014     | 1.871.000   |
| Een meisje dat gedwongen wordt om in de prostitutie te werken weet tijdens een autorit uit de auto te ontsnappen. De politie heeft met haar een getuige in de handen die een beruchte vrouwenhandelaar voor de rechter te slepen. Het meisje is echter nog te bang om in details te gaan. Als ze dan toch besluit te gaan praten, ontvangt ze een sms'je.                                                        |      |                      |                |                                                  |                  |             |
| 26 | 6    | Blue                 | Ben Sombogaart | Michael Leendertse, Willem Bosch & Lex Passchier | 16 maart 2014    | 1.942.000   |
| Een jongen neemt in een bankgebouw een medewerker in gijzeling. Al snel blijkt dat het hem niet om geld gaat en dat hij een vreselijk geheim met zich meedraagt. Om deze situatie tot een goed einde te brengen, moet Fenna Kremer een beslissing nemen die volledig tegen haar gevoel ingaat en haar nog lang zal achtervolgen.                                                                                 |      |                      |                |                                                  |                  |             |
| 27 | 7    | Hard tegen hard      | Hanro Smitsman | Simon de Waal & Lex Passchier                    | 23 maart 2014    | 1.892.000   |
| Het team vindt een lijk, maar ze kunnen de doodoorzaak niet traceren. Zowel Liselotte als een lijkschouwer staan voor een raadsel. Echter blijft het niet bij dit ene lichaam; het team gaat de strijd aan om de moordenaar op te pakken die slimmer lijkt dan het team bij elkaar. Het team ziet geen andere reden om de dader uit te tent te lokken met lokaas.                                                |      |                      |                |                                                  |                  |             |
| 28 | 8    | Kind van de rekening | Ben Sombogaart | Lex Passchier                                    | 30 maart 2014    | 1.789.000   |
| Een zesjarige jongen loopt weg van huis en zijn ouders weten niet wat er aan de hand is. Een zoektocht weet niks op te leveren en hoe langer het jongetje vermist is des te meer zorgen de politie zich maakt. De volgende ochtend wordt de teddybeer van het jongetje terug gevonden bij het huis van een veroordeelde.                                                                                         |      |                      |                |                                                  |                  |             |
| 29 | 9    | De bekentenis        | Marcel Visbeen | Pasja van Dam                                    | 6 april 2014     | 1.948.000   |
| Officier van justitie Jelle van Santen krijgt laat op de avond bezoek van een indringer. De indringer vlucht wanneer Jelles dochter onverwachts beneden staat. Het lijkt om een mislukte roofoverval te gaan en Jelle probeert dat ook te beargumenteren. Echter vertrouwt Carla het allemaal niet en heeft het gevoel dat Jelle iets voor haar verzwijgt.                                                       |      |                      |                |                                                  |                  |             |
| 30 | 10   | Een hoge prijs       | Marcel Visbeen | Lex Passchier                                    | 13 april 2014    | 2.005.000   |
| Na alle gebeurtenissen is Fenna niet meer de oude en haar collega's kunnen het niet eens worden over het antwoord of Fenna in staat is om goed te functioneren. Tijdens een onderzoek van een dubbele moord komen de onderlinge frustraties binnen het team opnieuw naar boven en lijkt het hun de kop te kosten. Carla moet alles op alles zetten om haar team bij elkaar te kunnen houden.                     |      |                      |                |                                                  |                  |             |

### Seizoen 4 (2015)
| Nr. | Afl. | Titel            | Regisseur       | Schrijver(s)                       | Datum            | Kijkcijfers |
| --- | ---- | ---------------- | --------------- | ---------------------------------- | ---------------- | ----------- |
| 31 | 1    | Ontheemd         | André van Duren | Lex Passchier                      | 4 januari 2015   | 1.499.000   |
| Het team weet van een belangrijke miljoenendeal in de drugswereld en op het moment van de overdracht staat het team klaar om beide partijen op heterdaad te betrappen, alleen loopt het niet zoals het had moeten zijn. Fenna is door alle gebeurtenissen uit het team vertrokken en is een ander leven begonnen.          |      |                  |                 |                                    |                  |             |
| 32 | 2    | IJdele Hoop      | André van Duren | Lex Passchier                      | 11 januari 2015  | 1.727.000   |
| Een krantenjongen wordt opgeschrikt wanneer hij tijdens zijn werk opeens oog in oog staat met een bejaarde vrouw met een bebloede schaar in haar handen. Binnen treft de jongen een dode man aan die duidelijk is neergestoken en wanneer de jongen teruggaat naar de bejaarde vrouw, is deze opeens verdwenen.            |      |                  |                 |                                    |                  |             |
| 33 | 3    | Beschermengel    | Hanro Smitsman  | Lex Passchier                      | 18 januari 2015  | 1.620.000   |
| Een onbekende figuur straft asociaal gedrag af door deze mensen neer te schieten. Het team moet alles op alles zetten, om deze figuur te stoppen. Wanneer het team de persoon weet te identificeren, blijkt een van de teamleden de persoon heel goed te kennen.                                                           |      |                  |                 |                                    |                  |             |
| 34 | 4    | Oog om Oog       | Hanro Smitsman  | Thomas van der Ree & Lex Passchier | 25 januari 2015  | 1.666.000   |
| Een jongen wordt na een hockeywedstrijd op straat ontvoerd. De politie weet geen aanknopingspunt te vinden en denkt dat ze moeten wachten op een losgeldeis, maar deze komt maar niet. Het team tast in het duister om een reden van de ontvoering en dan ontstaat er grote argwaan richting de ouders.                    |      |                  |                 |                                    |                  |             |
| 35 | 5    | Eigen Richting   | Ben Sombogaart  | Lex Passchier & Pasja van Dam      | 1 februari 2015  | 1.525.000   |
| Twee homoseksuele mannen hebben het niet makkelijk in de wijk waar ze wonen. Ze worden gepest door verwensingen die ze krijgen, vandalisme aan hun huis en auto's. Op een avond loopt het uit de hand, wanneer ze geconfronteerd worden met een groepje onbekende daders die met knuppels op de twee beginnen in te slaan. |      |                  |                 |                                    |                  |             |
| 36 | 6    | Hoog Verraad (1) | Hanro Smitsman  | Lex Passchier                      | 8 februari 2015  | 1.579.000   |
| In een kantoorpand wordt een dode nachtwaker gevonden. Het Rechercheteam komt erachter dat deze man geen zelfmoord heeft gepleegd maar dat hij waarschijnlijk is vermoord. |      |                  |                 |                                    |                  |             |
| 37 | 7    | Hoog Verraad (2) | Hanro Smitsman  | Lex Passchier                      | 15 februari 2015 | 1.421.000   |
| Het Rechercheteam houdt zich bezig met het vinden van videobeelden om de bewijzen boven tafel te krijgen. Hier zitten ernstige risico's aan vast wat het politieteam op de proef stelt. |      |                  |                 |                                    |                  |             |
| 38 | 8    | Lokaas           | Ben Sombogaart  | Lex Passchier                      | 22 februari 2015 | 1.625.000   |
| Het Rechercheteam wil voorkomen dat de ontvoerder van twee vrouwen die op elkaar lijken voor de derde keer zal toeslaan in hetzelfde café en neemt maatregelen door een lokaas in te zetten. Een van deze teamleden uit het politiekorps lijkt op de twee verdwenen vrouwen en wordt dus het lokaas.                       |      |                  |                 |                                    |                  |             |
| 39 | 9    | Moed der Wanhoop | Ben Sombogaart  | Lex Passchier                      | 1 maart 2015     | 1.575.000   |
| Een gewapende jongen confronteert een kinderrechter en eist dat hij en zijn vriendin hun kindje mogen houden. Deze jongen neemt er geen genoegen mee dat zijn kindje wordt afgenomen en neemt hierdoor een wanhoopsdaad. De Recherche heeft geen tijd te verliezen.                                                        |      |                  |                 |                                    |                  |             |
| 40 | 10   | Solo             | Ben Sombogaart  | Lex Passchier                      | 8 maart 2015     | 1.468.000   |
| In een boerderij worden honderden kilo's kunstmest gestolen en hiermee is explosief materiaal te fabriceren. Het team moet voorkomen dat diegene die hiervoor verantwoordelijk is een aanslag gaat plegen. |      |                  |                 |                                    |                  |             |

### Seizoen 5 (2016)
| Nr. | Afl. | Titel               | Regisseur       | Schrijver(s)               | Datum            | Kijkcijfers |
| --- | ---- | ------------------- | --------------- | -------------------------- | ---------------- | ----------- |
| 41 | 1    | Noodlot             | Hanro Smitsman  | Lex Passchier              | 3 januari 2016   | 1.772.000   |
| De eigenaar van een buurtsupermarkt speelt voor eigen rechter wanneer er twee jongens zijn winkel overvallen. Een van de jongens komt daarbij om het leven. Het team start een zoektocht naar de andere jongen die heeft weten te ontkomen en willen weten waar het wapen vandaan komt dat de overvallen gebruikten. Fenna krijgt in het ziekenhuis slecht nieuws te horen.                 |      |                     |                 |                            |                  |             |
| 42 | 2    | Ongewis             | Hanro Smitsman  | Lex Passchier              | 10 januari 2016  | 1.812.000   |
| Bij een liquidatie op straat is Mika, het neefje van Bram, om het leven gekomen. Het team doet er alles aan om de dader te vinden. Door Bram zijn persoonlijke betrokkenheid gaat hij te ver en brengt hij buiten zichzelf ook het hele team in groot gevaar. Fenna's situatie is nog steeds onzeker en de vraagt blijft of zij ooit weer de oude Fenna zou worden.                         |      |                     |                 |                            |                  |             |
| 43 | 3    | Uit de droom        | Tim Oliehoek    | Lex Passchier              | 17 januari 2016  | 1.743.000   |
| Als Fenna na een lange periode van revalidatie weer aan het werk gaat, merkt ze dat er op het bureau dingen zijn veranderd. Evert is ondertussen undercover in Berlijn. De operatie daar nadert, met alle risico's van dien. Intussen moet Bram zich in de rechtszaal verdedigen omdat hij zich niet aan de regels hield.                                                                   |      |                     |                 |                            |                  |             |
| 44 | 4    | Patstelling         | Tim Oliehoek    | Lex Passchier              | 24 januari 2016  | 1.728.000   |
| De recherche krijgt de opdracht een Afghaans meisje op te sporen. Ze is op de vlucht geslagen, omdat ze het land uit wordt gezet, Evert en Fenna gaan op onderzoek en dat blijkt een lastige zaak. |      |                     |                 |                            |                  |             |
| 45 | 5    | Prooi               | Joram Lürsen    | Lex Passchier              | 31 januari 2016  | 1.667.000   |
| Een copycat is bezig gruwelijke moorden te kopiëren, Het rechercheteam opent de jacht op deze seriemoordenaar. Liselotte blijkt tien jaar geleden de zaak te hebben onderzocht. Heeft de nieuwe dader het ook op haar voorzien? |      |                     |                 |                            |                  |             |
| 46 | 6    | Onder druk          | Joram Lürsen    | Elvin Post & Lex Passchier | 7 februari 2016  | 1.332.000   |
| Het clubhuis van een motorbende moet sluiten, dat wordt de burgemeester fataal; hun huis wordt beschoten! De recherche heeft moeite om grip te krijgen op de zaak, heeft de dochter van de burgemeester er iets mee te maken? |      |                     |                 |                            |                  |             |
| 47 | 7    | Duivels genoegen    | Mark de Cloe    | Lex Passchier              | 14 februari 2016 | 1.536.000   |
| Een pastoor gespecialiseerd in duivelsuitdrijvingen wordt op een avond vermoord. Het blijkt dat de dader het heeft voorzien op vertegenwoordigers van de Rooms-Katholieke Kerk. Dan ontdekken ze tot hun grote schrik dat ze het op lijken te nemen tegen de duivel in eigen persoon. |      |                     |                 |                            |                  |             |
| 48 | 8    | Begin van het einde | Mark de Cloe    | Lex Passchier              | 21 februari 2016 | 1.719.000   |
| Als een groep Syrische vluchtelingen aankomt bij een sporthal om daar tijdelijk te worden opgevangen, volgt er een gewelddadige confrontatie met buurtbewoners. Daarbij komt een vluchteling om het leven. De dood van deze man zet een reeks gebeurtenissen in gang, die voor de teamleden levensgevaarlijke gevolgen heeft. Al snel blijkt dat ze niemand in deze zaak kunnen vertrouwen. |      |                     |                 |                            |                  |             |
| 49 | 9    | Veilige haven       | André van Duren | Lex Passchier              | 28 februari 2016 | 1.678.000   |
| Fenna en Evert duiken onder de radar om zijn ontvoerde dochters te vinden, plots ontdekt iemand hun schuilplaats. Ondertussen neemt Carla het op tegen de korpschef van de Politie en zet haar carrière op het spel. |      |                     |                 |                            |                  |             |
| 50 | 10   | Blinde vlek         | André van Duren | Lex Passchier              | 6 maart 2016     | 1.720.000   |
| Het rechercheteam is ernstig bedreigd, er wordt voor het oplossen van de zaak een torenhoge prijs betaald. Bovendien wordt er een aanslag op het team gepleegd. Daarna lijkt niets meer hetzelfde. |      |                     |                 |                            |                  |             |

### Seizoen 6 (2017)
| Nr. | Afl. | Titel                    | Regisseur       | Schrijver(s)  | Datum            | Kijkcijfers |
| --- | ---- | ------------------------ | --------------- | ------------- | ---------------- | ----------- |
| 51 | 1    | Mankracht (1)            | Ben Sombogaart  | Lex Passchier | 8 januari 2017   | 1.529.000   |
| Als er een dode man uit het kanaal wordt gevist, lijkt hij dronken in het water te zijn gevallen. Toch gelooft Fenna niet in een ongeluk, ze denkt dat er meer aan de hand is. Liselotte doet ondertussen onderzoek in het bedrijf van Kortooms & Co waar de dode man Duco Witkamp heeft gewerkt en probeert meer informatie te vinden over het bedrijf. Fenna krijgt te maken met haar nieuwe baas, Dries van Zijverden en haar nieuwe collega's. |      |                          |                 |               |                  |             |
| 52 | 2    | Mankracht (2)            | Ben Sombogaart  | Lex Passchier | 15 januari 2017  | 1.250.000   |
| De undercoveroperatie bij Kortooms wordt voor de teamleden steeds gevaarlijker. Bram probeert te overleven op een bouwplaats. Liselotte merkt op het kantoor van Kortooms dat ze met steeds meer wantrouwen wordt bekeken. Ook Evert komt door de zaak in een levensgevaarlijke situatie terecht. |      |                          |                 |               |                  |             |
| 53 | 3    | Mankracht (3)            | Ben Sombogaart  | Lex Passchier | 22 januari 2017  | 1.359.000   |
| Wanneer Liselotte beseft dat het onverantwoord is om met de undercoveractie bij Kortooms door te gaan, is het te laat. Bram moet ondertussen letterlijk vechten voor zijn leven. Fenna gaat verder om deze zaak tot een goed einde te brengen. |      |                          |                 |               |                  |             |
| 54 | 4    | De Stilte Voorbij        | Tim Oliehoek    | Lex Passchier | 29 januari 2017  | 1.339.000   |
| Fenna en Evert worden geconfronteerd met een vrouw die in shock en onder het bloed wordt aangetroffen. Ze is niet gewond, maar heeft wel een bebloed mes in haar tas. De zaak lijkt te maken te hebben met een verdrinking. |      |                          |                 |               |                  |             |
| 55 | 5    | Het oog van de storm (1) | André van Duren | Lex Passchier | 5 februari 2017  | 1.421.000   |
| In een park worden een jongen en een meisje aangetroffen. Ze zijn allebei recht in het hart geschoten en door de dader in innige omhelzing achtergelaten. Fenna probeert intussen te achterhalen of Samantha wel te vertrouwen is? |      |                          |                 |               |                  |             |
| 56 | 6    | Het oog van de storm (2) | André van Duren | Lex Passchier | 12 februari 2017 | 1.279.000   |
| De seriemoordenaar is nog steeds bezig met het vermoorden van verliefde stelletjes. Ondertussen zijn de teamleden vooral bezig met het welzijn van Fenna. Zij zit namelijk vast op verdenking van moord. |      |                          |                 |               |                  |             |
| 57 | 7    | Dromenvanger             | Tim Oliehoek    | Lex Passchier | 19 februari 2017 | 1.152.000   |
| Op een avond pleegt een meisje zelfmoord. Ze is vlak voor haar dood seksueel misbruikt. Via een vriendin van het meisje komen er twee jongens in beeld die gedreigd hadden met haar naaktfoto's. De vader van het slachtoffer laat het niet daarmee zitten en neemt het recht in eigen hand. |      |                          |                 |               |                  |             |
| 58 | 8    | Alles te verliezen (1)   | Ben Sombogaart  | Lex Passchier | 26 februari 2017 | 1.054.000   |
| De recherche komt een gezochte crimineel op het spoor. Als ze hem willen arresteren, loopt dat fataal af. De arrestatie is overduidelijk verraden, maar door wie? Tegelijkertijd wordt er een jongen vermist die verzeild lijkt te zijn geraakt in de schimmige wereld van geheime seksafspraken met hooggeplaatste personen. |      |                          |                 |               |                  |             |
| 59 | 9    | Alles te verliezen (2)   | Ben Sombogaart  | Lex Passchier | 5 maart 2017     | 1.251.000   |
| Evert en Bram zijn in handen gevallen van een psychopathische topcrimineel die levensgevaarlijke spelletjes met ze speelt. Van Zijverden zet zijn strijd tegen corruptie binnen het OM voort. Fenna en Liselotte komen ondertussen een 16-jarig meisje op het spoor dat met haar getuigenis deze corruptie zou kunnen aantonen. Maar is ze daartoe bereid?                                                                                         |      |                          |                 |               |                  |             |
| 60 | 10   | Alles te verliezen (3)   | Ben Sombogaart  | Lex Passchier | 12 maart 2017    | 1.238.000   |
| Evert zet zijn verbeten zoektocht naar Rein Kulk voort, maar lijkt niet meer zichzelf te zijn. Ook Bram en Liselotte nemen risico's om de corruptie binnen de OVJ aan het licht te brengen. |      |                          |                 |               |                  |             |

### Seizoen 7 (2018)
| Nr. | Afl. | Titel          | Regisseur             | Schrijver(s)                                      | Datum            | Kijkcijfers |
| --- | ---- | -------------- | --------------------- | ------------------------------------------------- | ---------------- | ----------- |
| 61 | 1    | Contact        | Hanro Smitsman        | Alma Popeyus & Hein Schütz                        | 21 januari 2018  | 1.149.000   |
| Terwijl Evert en Bram ongewild betrokken raken bij een spectaculaire ontsnapping, clasht Fenna hard met de politie na een brute moord die in haar ogen voorkomen had kunnen worden. Dries krijgt een wanhopig verzoek van een oude vriend. |      |                |                       |                                                   |                  |             |
| 62 | 2    | Blackout       | Hanro Smitsman        | Alma Popeyus & Hein Schütz                        | 28 januari 2018  | 967.000     |
| Fenna's conflict met de politie dreigt te escaleren. Bram bedenkt intussen een gewaagd plan en Liselotte zoekt de mysterieuze afperser van Wolter en roept hulp in van buitenaf. De hacker laat zien waartoe hij in staat is. |      |                |                       |                                                   |                  |             |
| 63 | 3    | Beertje bashen | Hanro Smitsman        | Alma Popeyus & Hein Schütz                        | 4 februari 2018  | 979.000     |
| Evert probeert zoveel mogelijk te weten te komen over de geheimzinnige vrouw. Liselotte bevecht de hacker online wanneer hij een nieuwe aanval pleegt. Haar teamleden coördineren ondertussen een gewaagde inbraak, maar die loopt volledig uit de hand. Na een gruwelijke ontdekking beseffen ze dat de vijand misschien dichter bij is dan ze dachten. |      |                |                       |                                                   |                  |             |
| 64 | 4    | Face to face   | Hanro Smitsman        | Alma Popeyus & Hein Schütz                        | 11 februari 2018 | 863.000     |
| Een nieuw bezoek aan Naomi brengt Evert in enorme problemen. Fenna wil Bo ontmoeten. Liselotte zoekt contact met de moorddadige hacker en maakt een afspraak waarvan zij de consequenties niet kan overzien. |      |                |                       |                                                   |                  |             |
| 65 | 5    | Strak schema   | Michiel van Jaarsveld | Alma Popeyus & Hein Schütz                        | 18 februari 2018 | 885.000     |
| De verhoudingen binnen het team worden danig op de proef gesteld door een verlies. Dries wordt stevig aan de tand gevoeld en Fenna besluit om de archieven in te duiken. Tijd om de dingen op een rij te zetten is er niet: de moordenaar heeft zijn volgende doelwit al gekozen.                                                                        |      |                |                       |                                                   |                  |             |
| 66 | 6    | Stella         | Michiel van Jaarsveld | Alma Popeyus, Hein Schütz & Michiel van Jaarsveld | 25 februari 2018 | 859.000     |
| Een ontdekking van Bo biedt het team een mooie kans. Fenna doorziet een list. Dries neemt een drastische beslissing. Evert heeft een onverwachte ontmoeting, terwijl Ligtveld het team op de hielen zit. |      |                |                       |                                                   |                  |             |
| 67 | 7    | Vergif         | Michiel van Jaarsveld | Alma Popeyus, Hein Schütz & Michiel van Jaarsveld | 4 maart 2018     | 1.124.000   |
| Nu haar teamgenoten opgepakt zijn, zit er voor Bo niets anders op dan de moorddadige hacker uit zijn tent te lokken. Dries moet iets opbiechten. Evert en Naomi zetten een gewaagd plan in werking. Rossmann roept een belangrijke medewerker op het matje.                                                                                              |      |                |                       |                                                   |                  |             |
| 68 | 8    | Zevende ster   | Michiel van Jaarsveld | Alma Popeyus, Hein Schütz & Michiel van Jaarsveld | 11 maart 2018    | 1.196.000   |
| De ontknoping. Terwijl de politie hun nog steeds op de hielen zit, neemt het team enorme risico's om Santos in handen te krijgen en daarmee een nationale ramp af te wenden. Kunnen ze hem nog stoppen? Is de dood van Liselotte voor niks geweest? |      |                |                       |                                                   |                  |             |